# Sion-les-Mines
Sion-les-Mines är en kommun i departementet Loire-Atlantique i regionen Pays de la Loire i nordvästra Frankrike. Kommunen ligger i kantonen Derval som tillhör arrondissementet Châteaubriant. År 2022 hade Sion-les-Mines 1 658 invånare.

## Befolkningsutveckling
Antalet invånare i kommunen Sion-les-Mines
| Referens: INSEE |